# Grčka brajica
Grčko brailleevo pismo (grčka brajica) jest oblik Brailleeva pisma prilagođen grčkome jeziku. Temelji se na međunoradnoj brajici i uglavnom odgovara latiničkoj transliteraciji. Na grčkome se zove Κώδικας Μπράιγ (kṓdikas mpráig) 'Brailleev kōd'.
Postoje dvije inačice grčkoga Brailleeva pisma: moderna grčka brajica kojom se služi u Grčkoj i međunarodna grčka brajica koja se upotrebljava u matematici i kad se grčki inače pojavi u jezicima koji rabe latinicu.

## Moderno grčko Brailleevo pismo
Moderno grčko Brailleevo pismo ovako izgleda:

### Slova
| Alfa   | Beta    | Gama   | Delta   | Epsilon | Zeta   | Eta     | Theta  |
| ------ | ------- | ------ | ------- | ------- | ------ | ------- | ------ |
| α 1    | β 12    | γ 1245 | δ 145   | ε 15    | ζ 1356 | η 345   | θ 1456 |
| Jota   | Kapa    | Lambda | Mi      | Ni      | Ksi    | Omikron | Pi     |
| ι 24   | κ 13    | λ 123  | μ 134   | ν 1345  | ξ 1346 | ο 135   | π 1234 |
| Ro     | Sigma   | Tau    | Ipsilon | Fi      | Hi     | Psi     | Omega  |
| ρ 1235 | σ/ς 234 | τ 2345 | υ 13456 | φ 124   | χ 125  | ψ 12346 | ω 245  |

| Alfa + jota | Epsilon + jota | Omikron + jota | Omikron + ipsilon | Ipsilon + jota | Alfa + ipsilon | Epsilon + ipsilon | Eta + ipsilon |
| ----------- | -------------- | -------------- | ----------------- | -------------- | -------------- | ----------------- | ------------- |
| αι 126      | ει 146         | οι 246         | ου 136            | υι 12456       | αυ 16          | ευ 156            | ηυ 1256       |

### Interpunkcija i ino znakovlje
| Točka    | Zarez    | Apostrof          | Točka zarez       | Dvotočje     | Spojnica |
| -------- | -------- | ----------------- | ----------------- | ------------ | -------- |
| . 256    | , 2      | ' 3               | ; 26              | : 23         | - 36     |
| Zagrade  | Zagrade  | Navodnici početni | Navodnici završni | Veliko slovo | Naglasak |
| ( ) 2356 | ( ) 2356 | « 236             | » 356             | 46           | ´ 5      |

Oznaka naglaska (akut) dolazi pred samoglasnik ili dvoglas, ali oznaka za veliko slovo dolazi za slovom koje postaje veliko.

### Brojevi
Brojke su jednake uobičajenim, ali aritmetički simboli nisu: 
| Plus   | Minus | Zvjezdica | Kosa crta | Oznaka jednakosti |
| ------ | ----- | --------- | --------- | ----------------- |
| + 2346 | − 36  | * 16      | / 34      | = 1346            |

## Međunarodno grčko Brailleevo pismo
Međunarodni uzorci razlikuju se od prethodno navedenih. U modernome grčkome Brailleovom pismu, primjerice, slovo omega (ω) piše se kao i latinično j, dok je u engleskim ili francuskim brailleevim pismima ono jednako w, na koje nalikuje otiskano. Slično, moderni grčki ipsilon napisan je kao latinski y, ali u međunardnome grčkom psimu transliterira se kao u, a slovo eta je obrnuto.  
Ova se abeceda upotrebljava, primjerice, u matematičkom zapisu u tekstovima s inače latiničnom brajicom. Također čini osnovu za grčka slova u Nemeth Brailleovim i Gardner–Salinasovim brailleevim kodovima. Ne rabi se u Grčkoj ili na Cipru. U donjoj tablici navedena su samo ona slova kojim se međunarodna brajica razlikuje od grčke:  
|               | Eta (η) | Ipsilon (υ) | Hi (χ) | Psi (ψ) | Omega (ω) |
| ------------- | ------- | ----------- | ------ | ------- | --------- |
| međunarodna   | 156     | 136         | 12346  | 13456   | 12346     |
| moderna grčka | 345     | 13456       | 125    | 2456    | 245       |

Digrafi se ne upotrebljavaju. 
Osim toga, postoje i posebne oznake za arhaična slova kojima se služi u grčkim brojkama:
| Stigma | Sampi  | Digama | Kopa      |
| ------ | ------ | ------ | --------- |
| ϛ 14   | ϡ 2346 | ϝ 1236 | ϙ/ϟ 12345 |

### Politonska brajica
Međunarodna brajica može prikazivati politonske samoglasnike antičkoga grčkog jezika ili posebnim uzorcima za oznake naglasaka ili jednim uzorkom za kombinaciju naglaska i samoglasnika.
Oni oblici koji su jednakim nekim od arhaičnih slova označeni su ružičastom bojom:
|               | Naglasak | Alfa (α) | Epsilon (ε) | Eta (η) | Jota (ι) | Omikron (ο) | Ipsilon (υ) | Omega (ω) |
| ------------- | -------- | -------- | ----------- | ------- | -------- | ----------- | ----------- | --------- |
| Akut ´        | 4        | 345      | 1246        | 123456  | 12456    | 246         | 1246        | 245       |
| Cirkumfleks ῀ | 5        | 16       | -           | 126     | 146      | -           | 1236        | 3456      |
| Grave `       | 6        | 12356    | 14          | 2346    | 34       | 346         | 23456       | 12345     |